# Autyzm dziecięcy
Uzasadnienie: ICD-11 oraz DSM-5 nie wyróżniają autyzmu dziecięcego, analogiczną propozycję przedyskutowano i przeprowadza się na angielskiej Wikipedii
Autyzm dziecięcy, autyzm wczesnodziecięcy (łac. autismus infantum), zespół Kannera jest przestarzałą diagnozą neurorozwojową, która w DSM-5 oraz ICD-11 została zastąpiona szerszą kategorią diagnostyczną zaburzeń ze spektrum autyzmu (ang. autism spectrum disorder – ASD) i nie jest już uznawana za samodzielną jednostkę nozologiczną.
Jest to złożone zaburzenie rozwoju i funkcjonowania ośrodkowego układu nerwowego charakteryzujące się trudnością w odczytywaniu i komunikowaniu uczuć i zakłóceniami zdolności budowania relacji interpersonalnych, zubożeniem i stereotypowością zachowań oraz trudnościami z integracją wrażeń zmysłowych. Alienacja w świecie własnych przeżyć sprawiła, że zaburzenie to nazwano autyzmem, od stgr. αὐτός (autós), co oznacza „sam” (nie należy go jednak mylić z autyzmem schizofrenicznym – terminem wprowadzonym do psychiatrii przez Eugena Bleulera).
Osoby autystyczne poddaje się różnym formom terapii (zwłaszcza oddziaływaniom behawioralnym, edukacyjnym), które mogą istotnie poprawić ich funkcjonowanie, ale autyzmu nie można wyeliminować – zaburzenie to utrzymuje się do końca życia. Zakres możliwej do osiągnięcia poprawy objawowej uzależniony jest m.in. od tego, jak wcześnie zaburzenie zostanie rozpoznane i jak wcześnie dziecko zostanie objęte odpowiednim programem terapeutycznym wspierającym jego rozwój. Leczenie farmakologiczne ma znaczenie uzupełniające i umożliwia złagodzenie tylko części behawioralnych przejawów autyzmu lub objawów współwystępujących z nim zaburzeń. W przypadku autyzmu nie ma leków, które stanowiłyby przyczynową formę leczenia, ani leków, które usuwałyby osiowe dla niego dysfunkcje.

## Autyzm w klasyfikacjach ICD i DSM

Dwuwymiarowy model autystycznego spektrum

Według klasyfikacji ICD-10 autyzm dziecięcy należy do całościowych zaburzeń rozwoju, grupy zaburzeń rozpoczynających się wcześnie w rozwoju dziecka, przejawiających się jakościowymi zaburzeniami komunikacji, interakcji społecznych, zachowań, zainteresowań. Jego rozpoznanie jest uzasadnione, gdy pierwsze objawy pojawiają się w ciągu pierwszych trzech lat życia dziecka. W przypadku późniejszego początku objawów stosowane jest rozpoznanie autyzmu atypowego (F84.1 według klasyfikacji ICD-10). W nowej klasyfikacji ICD-11, zrezygnowano z kryterium wiekowego (choć zaznacza się, że objawy pojawiają się zazwyczaj we wczesnym dzieciństwie), a autyzm dziecięcy stał się szerszą kategorią diagnostyczną „zaburzeń ze spektrum autyzmu” (ang. autism spectrum disorder – ASD). Zaburzenia podzielone zostały na sześć podkategorii, w zależności od: a) stopnia zaburzenia komunikacji funkcjonalnej (od braku lub niewielkiego zaburzenia, poprzez upośledzenie, aż do braku komunikacji w ogóle) i b) ewentualnego występowania zaburzenia rozwoju intelektualnego. Autyzm atypowy (i zespół Aspergera) zostały włączone do podkategorii autyzmu bez zaburzenia intelektualnego i z niewielkim lub brakiem zaburzenia komunikacji funkcjonalnej, a dziecięce zaburzenia dezintegracyjne – z zaburzeniami rozwoju intelektualnego i upośledzeniem komunikacji.
W klasyfikacji DSM-5 przyjęto podobną kategorię diagnostyczną dla zaburzeń ze spektrum autyzmu, która obejmuje następujące, występujące we wcześniejszej klasyfikacji DSM-IV-TR jednostki nozologiczne: zaburzenia autystyczne, zespół Aspergera, dziecięce zaburzenia dezintegracyjne i całościowe zaburzenie rozwoju.

## Historia

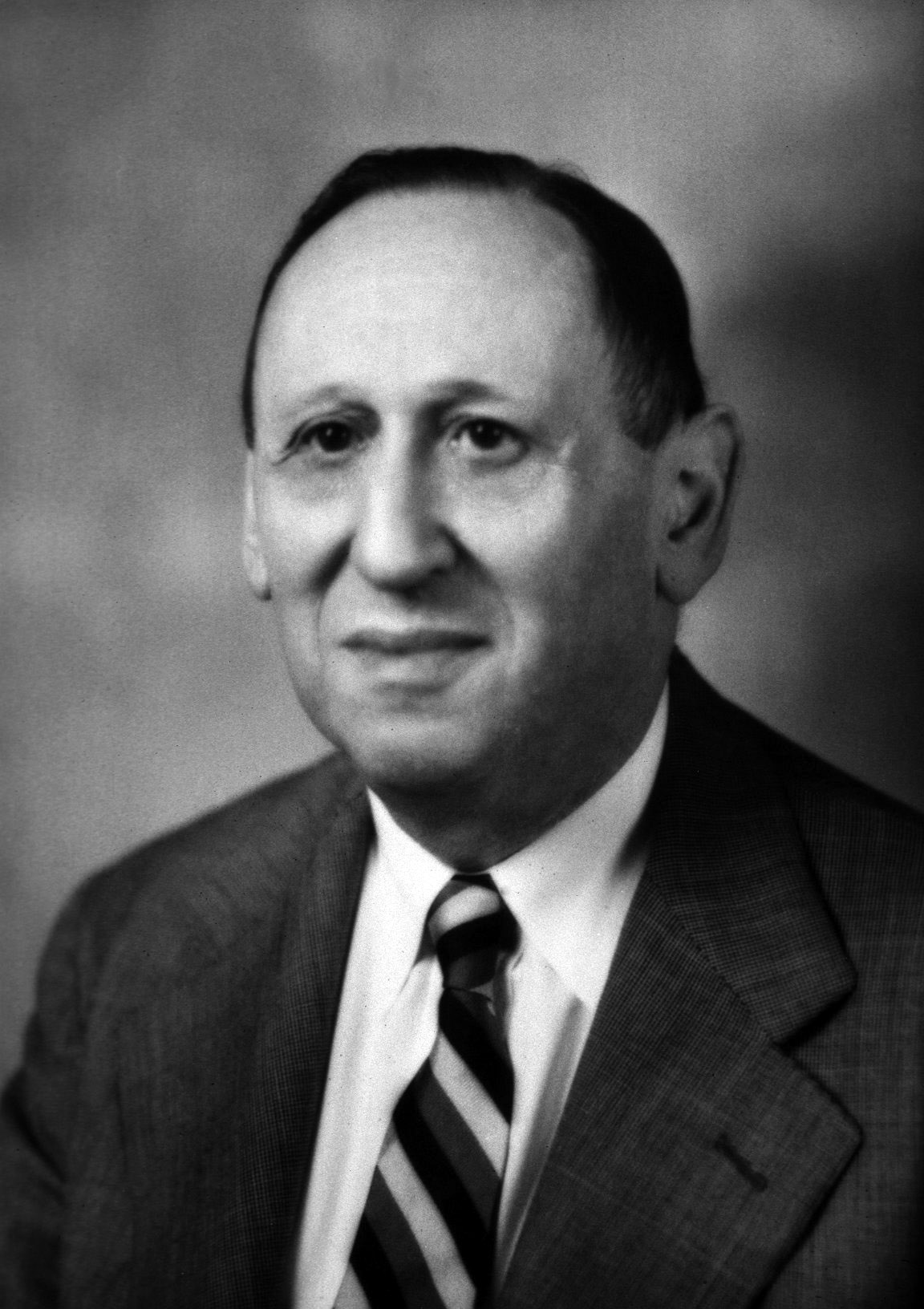
Leo Kanner, austriacko-amerykański lekarz psychiatra, który w 1943 roku jako pierwszy opisał zespół objawów składających się na autyzm wczesnodziecięcy (ang. early infantile autism).

W roku 1943 Leo Kanner z Johns Hopkins Hospital po raz pierwszy opisał grupę dzieci, u których po krótkim okresie prawidłowego rozwoju nastąpiło zerwanie komunikacji z otoczeniem i wycofanie się ich ku światu wewnętrznych przeżyć przy towarzyszącej potrzebie niezmienności otoczenia oraz ograniczeniu i wybiórczości zainteresowań. W ten sposób Kanner wyodrębnił z grupy wcześniej rozpoznawanych dziecięcych zaburzeń psychicznych takich, jak psychozy dziecięce czy niedorozwój umysłowy, nową jednostkę chorobową, którą określił mianem „autyzmu wczesnodziecięcego” (ang. early infantile autism). Pierwszym dzieckiem, u którego zdiagnozowano autyzm był Donald Triplett. Samo słowo „autyzm” pochodzi z greki od autós – sam. Pojęcie owo wprowadził wcześniej do terminologii medycznej Eugen Bleuler, który rozumiał przez nie wycofanie się ze świata zewnętrznego oraz zaabsorbowanie światem wewnętrznym będące skutkiem lub składową rozszczepienia schizofrenicznego. Do dziś mianem autyzmu określa się również jeden z objawów schizofrenii.
Niezależnie od Kannera w 1944 roku niemiecki naukowiec Hans Asperger opisał łagodniejszą postać zaburzeń ze spektrum autyzmu, znaną później pod nazwą zespołu Aspergera. Przed upowszechnieniem się autyzmu jako kategorii diagnostycznej, tj. przed rokiem 1980, u dzieci autystycznych zwykle rozpoznawana była schizofrenia. W 1987 roku w klasyfikacji DSM-III wyodrębniono autyzm dziecięcy pośród innych całościowych zaburzeń rozwojowych.
Pierwotnie Kanner rozumiał autyzm jako następstwo emocjonalnego porzucenia niemowląt przez ich niedostępne, chłodne matki (ang. refrigerator mother theory), które miały narażać dzieci na deprywację, nie stymulować ich odpowiednio. Pogląd ten nie znalazł potwierdzenia w późniejszych badaniach. Hipoteza ta, nietrafnie obarczając matki odpowiedzialnością za autyzm dzieci, stanowiła dodatkowy ciężar emocjonalny dla ich rodziców. Jednakże sam Kanner przyjmował w tym zakresie różne i zmienne poglądy, w tym zauważając także rolę czynników rozwojowych i biologicznych. Punkt widzenia Kannera rozwijał dalej Bruno Bettelheim. Natomiast zwrot w rozumieniu autyzmu przyniosły prace Melanie Klein, przypisującej prawidłowo rozwijającej się psychice ludzkiej na pewnym, wczesnym etapie rozwoju (noworodek) charakter psychotyczny. Przechodzenie przez kolejne etapy rozwoju łączy się w tej koncepcji z występowaniem lęku. Zaburzenie diady matka-noworodek wiąże się z uruchomieniem w związku z pierwotnym lękiem archaicznym mechanizmów obronnych. Reakcje organizmu na zaznany lęk manifestują się na zewnątrz właśnie w postaci autyzmu. Na lęku jako przyczynie autyzmu koncentrowała się również Frances Tustin w 1997 roku, według której utrata symbiotycznej relacji z matką oznaczała dla jej dziecka utratę własnego ciała odczuwaną jako „czarną, bolesną dziurę”. Jednak w swoich pracach Tustin przyjmowała, że również inne czynniki mogą odpowiadać za występowanie autyzmu, w tym czynniki genetyczne, środowiskowe i neurochemiczne. Współczesne prace dotyczące przyczyn autyzmu koncentrują się na czynnikach biologicznych. Obecnie wiadomo, że o wystąpieniu zaburzeń autystycznych decydują głównie czynniki genetyczne, zaś trudności w nawiązywaniu kontaktu emocjonalnego pomiędzy matkami a ich autystycznymi dziećmi są następstwem zaburzeń autystycznych, a nie ich przyczyną.
Istotnym utrudnieniem w badaniach nad autyzmem są znacznie ograniczone możliwości posługiwania się modelami zwierzęcymi.

## Epidemiologia
Szacunkowa częstość występowania autyzmu jest bardzo zróżnicowana w zależności od kryteriów diagnostycznych, wieku dzieci i położenia geograficznego. Jako pierwszy temat ten podjął w 1966 Lotter, badając angielskie dzieci w wieku 8–10 lat. Otrzymał wynik 4,5/10 000. Badanie przeprowadzone w Londynie na populacji w wieku 4–12 lat, opublikowane w 1979 dało podobny wynik. Natomiast badanie dzieci w tym samym przedziale wiekowym wykonane w Göteborgu przyniosło wynik 2/10 000. Podobną wartość – 2,3/10 000 – uzyskano dla populacji japońskiej w prefekturze Fukushima. Wykorzystano wtedy kryteria podane przez Kannera. Natomiast kolejne badania wykorzystywały już inne, szersze kryteria autyzmu. Otrzymano w nich wyniki 57/10 000 w Wielkiej Brytanii i 67/10 000 w USA. Badania wykorzystujące kryteria ICD-10 oceniły częstość autyzmu dziecięcego w Polsce na 5,2–8,6/10 000, we Francji natomiast na 6,2–9,6/10 000 (wyniki te nie różnią się od siebie w sposób istotny).
Na początku XXI w. częstość występowania autyzmu szacowano na 1–4‰, a spektrum autystycznego – na 6–12‰. Zaburzenia ze spektrum autyzmu występują czterokrotnie częściej u chłopców niż u dziewcząt. Niemniej u dziewczynek z autyzmem, częściej niż u chłopców, współwystępuje upośledzenie umysłowe. Przypuszcza się, że te różnice pomiędzy płciami wynikają z tego, że w przypadku dziewczynek wiele przypadków zaburzeń ze spektrum autyzmu pozostaje nierozpoznanych.

## Etiologia i patogeneza
Zasugerowano, aby ta sekcja została przeniesiona do artykułu Przyczyny autyzmu. (dyskusja)
Przyczyny autyzmu nie zostały dotąd w pełni poznane. Istnieje szereg hipotez, które opisują mechanizmy występowania tego zaburzenia. W efekcie uznaje się, że autyzm ma etiologię wieloczynnikową. Przyjmuje się, że za jego wystąpienie odpowiadają czynniki genetyczne, rozwojowe, infekcyjne, a także związane z ciążą i porodem.

### Czynniki genetyczne

Delecja (1), duplikacja (2) i inwersja (3) to aberracje chromosomowe związane z etiologią zaburzeń ze spektrum autyzmu.

Badania bliźniąt wskazują na zasadnicze znaczenie czynników genetycznych w powstawaniu zaburzeń ze spektrum autyzmu. W dwóch wielkoskalowych badaniach zgodność występowania autyzmu u bliźniąt monozygotycznych wyraźnie przeważała nad zgodnością zaobserwowaną u bliźniąt dwuzygotycznych. W jednym z owych badań poziomy zgodności wyniosły odpowiednio 36% versus 0%, zaś w drugim badaniu 96% versus 27%. Podobnie występowanie zaburzeń ze spektrum autyzmu jest częstsze u rodzeństwa dzieci z tymi zaburzeniami, niż w populacji ogólnej. Z kolei różnorodność manifestacji zaburzeń ze spektrum autyzmu w obrębie poszczególnych rodzin wskazuje na złożoność sposobów ich dziedziczenia. U rodzeństwa osób autystycznych stwierdza się także istotnie wyższą częstość występowania pomniejszych zaburzeń poznawczych i deficytów umiejętności społecznych, których niskie nasilenie sprawia, że nie spełniają one kryteriów rozpoznania zaburzeń ze spektrum autyzmu. W około 15% przypadków zaburzeń ze spektrum autyzmu udaje się określić, jaka mutacja genetyczna jest odpowiedzialna za ich wystąpienie – do najczęstszych z nich należą:
- zespół łamliwego chromosomu X (obecny u 2–3% osób z zaburzeniami ze spektrum autyzmu)[4][21]. Po jego odkryciu w latach 80. XX wieku liczono, że rozwiąże on problem genezy autyzmu. Nowsze badania wykazały, że obserwuje się go jedynie u autystycznych chłopców z częstością 2,6%[7], podczas gdy inni autorzy podają jednak, że występuje u 3–10% chłopców z autyzmem i u 5% autystycznych dziewczynek[20]. Kilkakrotnie częściej niż u nich spotyka się go za to u osób z rozpoznanym upośledzeniem intelektualnym głębokim[7],
- stwardnienie guzowate (obecne u około 2% osób z zaburzeniami ze spektrum autyzmu)[4][21],
- mutacja genu ADA2, wiążąca się z nieprawidłowym metabolizmem zasad purynowych, występująca u około 20% dzieci ze spektrum autyzmu[7],
- mutacje niektórych regionów chromosomu 2. i chromosomu 7., a przypuszczalnie także genów zlokalizowanych na chromosomie 16. i chromosomie 17. (co stwierdzono w badaniach obejmującym 150 par rodzeństwa)[4][21].

Istnieją pojedyncze opisy przypadków wystąpienia cech autystycznych u osób cierpiących na zespół Downa, zespół Turnera czy SM. Badania próbujące powiązać powstawanie autyzmu z nieprawidłowościami w genach transportera serotoniny bądź zaburzeniami metabolizmu katecholamin nie przyniosły rezultatów.

### Budowa i funkcjonowanie mózgu
Stwierdzono istotne powiązania pomiędzy zaburzeniami ze spektrum autyzmu a następującymi biologicznymi anomaliami (biomarkerami):
- podwyższony poziom serotoniny w płytkach krwi,
- zmiany w układzie GABA-ergicznym hamującym pracę ośrodkowego układu nerwowego,
- nieprawidłowości mechanizmów plastyczności synaptycznej związanych z mTOR (ang. mTOR-linked synaptic plasticity mechanisms),
- zaobserwowano istotnie podwyższoną w stosunku do norm rozwojowych objętość mózgu dzieci autystycznych (makrocefalię) do czasu ukończenia przez nie 4. roku życia, podczas gdy obwód główki mierzony przy porodzie był zwykle prawidłowy (pomiędzy 5. a 16. rokiem życia różnice w objętości mózgu pomiędzy autystycznymi a nieautystycznymi są nieistotne statystycznie),
- podobną dynamikę zmian objętości niektórych struktur mózgu zaobserwowano w przypadku dzieci z zaburzeniami ze spektrum autyzmu – dotyczyły one ciał migdałowatych i prążkowia (w stosunku do norm rozwojowych struktury te są większe w pierwszych latach życia dzieci autystycznych, a następnie zmniejszają się),
- jednocześnie stwierdzono u osób autystycznych nadaktywność ciał migdałowatych,
- badania opierające się na funkcjonalnym rezonansie magnetycznym wykazały, że osoby z zaburzeniami ze spektrum autyzmu w inny sposób, niż osoby nieautystyczne, lustrują ludzkie twarze – zwracają większą uwagę na okolice ust, zaś mniejszą na okolice oczu,
- w badaniach także opierających się na funkcjonalnym rezonansie magnetycznym zaobserwowano różnice dotyczące aktywności prawego płata skroniowego mózgu przy aktywnościach wymagających rozpoznawania przeżyć i emocji innych osób, a także przy ewaluacji ludzkich twarzy,
- w jeszcze innych badaniach opierających się na funkcjonalnym rezonansie magnetycznym stwierdzono hipoaktywność (niższą aktywność) lewego płata czołowego przy zadaniach angażujących pamięć i umiejętności językowe, co koresponduje z przewagą wzrokowo-przestrzennego przetwarzania informacji,
- od 4% do 32% dzieci z zaburzeniami ze spektrum autyzmu ma co najmniej jeden napad drgawek typu grand mal,
- różnego rodzaju nieprawidłowości w badaniu EEG są obecne u 10–83% osób autystycznych,
- częste są oznaki nieprawidłowej lateralizacji mózgu,
- u 20–25% dzieci w tomografii komputerowej głowy widoczne jest powiększenie komór mózgu.

U dzieci z autyzmem stwierdzono też opóźnioną, nieprawidłową mielinizację. Istnieje też hipoteza wiążąca autyzm z nadmiernym wydzieleniem melatoniny, mającej stymulować z kolei wydzielanie serotoniny i endorfin. Jeszcze inny pogląd, którego badania nie potwierdziły, starał się powiązać autyzm z nieprawidłowym funkcjonowaniem białka usuwającego metale ciężkie, jako że zaobserwowano ich nadmiar w organizmach pacjentów autystycznych.

### Przebieg ciąży i porodu
Zaobserwowano także podwyższoną częstość występowania autyzmu w grupie dzieci z predyspozycjami genetycznymi, u których miały miejsce powikłania okołoporodowe. W konsekwencji w rozwoju autyzmu istotne znaczenie przypisuje się także interakcjom pomiędzy czynnikami genetycznymi a środowiskowymi w okresie okołoporodowym. Do czynników związanych z przebiegiem ciąży i porodu, które wiążą się z zaburzeniami ze spektrum autyzmu, należą: krwawienia podczas ciąży, cukrzyca ciężarnych, niedotlenienie płodu, powikłania związane z pępowiną, opóźniony rozwój płodu, niska masa urodzeniowa, niska liczba punktów w skali Apgar w piątej minucie po porodzie, wady wrodzone, niezgodności grup krwi pomiędzy matką a płodem w układach grupowych AB0 i Rh – konflikt serologiczny, wysoki poziom bilirubiny u noworodka. Inne czynniki wiązane przez badaczy ze zwiększonym ryzykiem wystąpienia zaburzeń ze spektrum autyzmu to: zaawansowany wiek ojca dziecka, zaawansowany wiek matki dziecka, dziecko z pierwszej ciąży.

### Immunologia
Część badaczy wskazuje także na możliwe immunologiczne przyczyny zaburzeń ze spektrum autyzmu takie, jak matczyne przeciwciała skierowane przeciwko tkankom płodu, zwłaszcza tkance nerwowej, jednak hipotezy te nie zostały dotychczas zweryfikowane w szerszych badaniach.

## Błędne teorie dotyczące przyczyn autyzmu
Zasugerowano, aby ta sekcja została przeniesiona do artykułu Przyczyny autyzmu. (dyskusja)

### Autyzm a szczepionka MMR
Nie ma naukowych dowodów na związek przyczynowo-skutkowy pomiędzy stosowaniem szczepionki przeciwko odrze, śwince i różyczce (MMR), a występowaniem autyzmu, ani na to, że obecny w szczepionkach rtęcioorganiczny konserwant tiomersal przyczynia się do wystąpienia autyzmu. Stężenie tego związku w szczepionkach wynosi od 0,003% do 0,01%, co oznacza, że w preparatach zawierających 0,01% tiomersalu znajduje się ok. 25 μg rtęci na dawkę 0,5 ml. W USA w latach 90. zaprzestano jednak stosowania tiomersalu w szczepionkach. Błędne przekonania rodziców na temat szczepień są często wynikiem zbieżności czasowej pomiędzy szczepieniami a pojawianiem się pierwszych objawów autyzmu u dzieci, co stanowi znaczne emocjonalne obciążenie dla ich rodziców. Tego rodzaju nieuzasadnione obawy rodziców doprowadziły do zmniejszenia częstości stosowania szczepień u dzieci, czego konsekwencją jest zwiększone ryzyko zachorowania dzieci na groźne dla ich zdrowia i życia choroby infekcyjne m.in. takie, jak odra.

### Autyzm a relacja dziecka z rodzicami
Badania porównawcze obejmujące rodziców dzieci autystycznych oraz rodziców dzieci nieautystycznych nie ujawniły żadnych istotnych różnic. W ten sposób pierwotne przypuszczenia Kannera, jakoby chłód emocjonalny rodziców prowadził do rozwoju autyzmu dziecięcego, okazały się nietrafne.

### Teoria umysłu
Kolejna hipoteza upatrywała przyczyn autyzmu w ślepocie umysłu, tj. deficycie poznawczym związanym z nieprawidłowym tworzeniem się teorii umysłu. Prawidłowo rozwijające się dziecko rozwija teorię umysłu między 1. a 4. rokiem życia, tworząc reprezentacje przedmiotów świata zewnętrznego, ale także metareprezentacje, czyli reprezentacje siebie samego i światów wewnętrznych. Osoby autystyczne nie tworzą w myśl tej hipotezy metareprezentacji, wobec czego nie potrafią myśleć o ludzkich stanach psychicznych ani też, co za tym idzie, przewidywać zachowań innych ludzi. Miał to potwierdzać brak zabawy pozorowanej. Od czasu pojawienia się silnych dowodów na wykazanie heterogeniczności autyzmu i wielu nieudanych próbach odtworzenia klasycznych badań nad teorią umysłu, hipoteza ta została ogólnie odrzucona przez środowisko naukowe.

## Obraz kliniczny

### Interakcje społeczne i komunikacja
Kluczowym objawem autyzmu jest deficyt umiejętności społecznych niezbędnych w zwykłej komunikacji i nawiązywaniu relacji interpersonalnych. Przejawy owych deficytów mają postać zachowań, które są nietypowe w zestawieniu z zachowaniami dzieci nieautystycznych w tym samym wieku. U niemowląt autystycznych często obserwuje się brak reagowania uśmiechem na twarze bliskich, sporadyczne nawiązywanie kontaktu wzrokowego z opiekunami (niemowlę, zamiast wodzić wzrokiem za opiekunem, np. matką, fiksować spojrzenie na jej twarzy, błądzi wzrokiem wokoło, co określa się mianem „pustego spojrzenia”), brak postawy antycypacyjnej wobec otaczających osób (oczekiwania na zaspokojenie potrzeb przez opiekunów), brak tendencji do wskazywania innym osobom palcem obiektów, którymi dziecko jest zainteresowane. Przyjmuje się, że pomimo istotnych trudności przywiązanie pomiędzy dziećmi autystycznymi a ich opiekunami rozwija się, jednak ma ono nietypowy charakter. Dzieci te mogą mieć trudności z rozeznaniem i rozróżnieniem osób najbliższych, takich jak rodzice, rodzeństwo, a także nauczyciele. Mogą także nie reagować burzliwie, gdy są pozostawiane pod opieką osób obcych. Z drugiej strony, gdy naruszony zostanie plan aktywności, do którego przywykły, dzieci autystyczne często reagują intensywnym niepokojem lub złością. Stronią także od kontaktu fizycznego. Nie zwracają uwagi na głos opiekującej się nimi osoby, jej emocje czy gesty.
Wraz z upływem czasu i zbliżaniem się do wieku szkolnego umiejętności społeczne dzieci autystycznych mogą się w pewnym stopniu rozwijać, zaś ich alienacja wobec otoczenia może stawać się mniej zauważalna. Jednakże zwykle deficyty utrzymują się – najczęściej są one widoczne w trudnościach w uczestniczeniu we wspólnych zabawach z rówieśnikami oraz w braku szeregu subtelnych umiejętności społecznych, które są podstawą budowania bliższych relacji i przyjaźni. Zachowanie dzieci autystycznych w sytuacjach społecznych jest często nieporadne, a czasami może być wydatnie niedostosowane lub nieodpowiednie. W wieku szkolnym częsty u dzieci autystycznych jest brak umiejętności podtrzymywania zwykłych konwersacji, uboga mimika i gestykulacja towarzysząca konwersacjom oraz mniejszy zakres dzielonych z innymi zainteresowań. W porównaniu z wymienionymi obszarami deficytów u dzieci autystycznych relatywnie lepiej rozwinięte są umiejętności wzrokowo-przestrzenne.
Sprowadzając powyższe trudności do jednego czynnika, przyjmuje się, że dzieci autystyczne cechują się zaburzeniami zdolności do rozeznawania stanu emocjonalnego i uczuciowego innych osób w ich otoczeniu, co określane jest także jako problemy z budowaniem teorii umysłu (ang. theory of mind). W kontaktach z innymi jest im trudno trafnie rozpoznać motywacje lub intencje otaczających je osób. Napotykają one trudności w rozwijaniu empatii, interpretowaniu zachowań innych osób i w konsekwencji, nie uwzględniając wzajemności (równowagi naprzemiennego „dawania” i „brania” cechującego relacje interpersonalne), sporadycznie reagują stosownymi, empatycznymi zachowaniami. Znaczne trudności sprawia im interpretowanie złożonych, wieloznacznych komunikatów zabarwionych ironią, sarkazmem lub opierających się na metaforach. Subtelne znaki, takie jak zmiana tonu głosu, uśmiech, zmrużenie oka albo grymas mogą być przez nie pomijane lub budzić dezorientację.
Szczególnie dzieci i osoby w okresie dojrzewania z autyzmem wysokofunkcjonującym mogą zdawać sobie sprawę z powyższych trudności, a jednocześnie żywić chęć nawiązania przyjaźni. Z kolei rówieśnicy często odbierają zachowanie dzieci autystycznych jako dziwaczne i unikają społecznego integrowania się z nimi. Osoby autystyczne w okresie dojrzewania, chcące nawiązać trwałe relacje romantyczne, często starają się podnieść swoje umiejętności społeczne, aby zrealizować owe pragnienia.

### Próg wrażliwości na bodźce sensoryczne
U dzieci autystycznych często obserwuje się podwyższony próg wrażliwości względem niektórych bodźców np. takich jak dźwięki czy ból, zaś względem innych bodźców – obniżony. Nierzadko dzieci autystyczne sprawiają wrażenie głuchych lub tylko sporadycznie reagują na skierowane do nich zwykłe komunikaty słowne. Niereagowanie przez dziecko na dźwięki należy do wczesnych objawów autyzmu. Natomiast nie u wszystkich autystycznych dzieci występuje inny objaw: reakcja na bardzo ciche dźwięki przy jej braku na głośne.

### Nadaktywność i trudności z koncentracją uwagi
Częstymi problemami utrudniającymi funkcjonowanie dzieci autystycznych są ich wzmożona aktywność oraz związana z nią zwiększona przerzutność uwagi i trudności ze skupieniem się na jednej czynności.

### Labilność emocjonalna i samookaleczenia
Osoby z autyzmem często mają kłopoty z panowaniem nad swoimi emocjami. Przez osoby postronne zachowania te często odbierane są jako „niedojrzałe” lub „niewłaściwe”. Ich przykładami mogą być płacz w klasie lub wybuchy złości, krzyku czy też pobudzenia ruchowego. Do tego rodzaju epizodów burzliwego zachowania u autystyków może dochodzić w codziennych sytuacjach, gdy czują się przytłoczeni nadmiarem docierających do nich bodźców (często cechuje ich wzmożona wrażliwość na niektóre bodźce), gdy oczekiwane jest od nich, że zajmą się inną czynnością lub zmienią miejsce przebywania, a także w innych sytuacjach wiążących się z frustracją. U części osób autystycznych, zwłaszcza dzieci i adolescentów, trudności te mogą mieć postać powtarzających się napadów złości z towarzyszącą im agresją fizyczną lub zachowaniami autoagresywnymi np. uderzaniem się dłońmi w głowę, uderzaniem głową o ścianę, drapaniem lub szczypaniem skóry, gryzieniem się etc. Do tego rodzaju zachowań może też dochodzić bez udziału uchwytnego czynnika spustowego – dotyczy to zwłaszcza niskofunkcjonujących dzieci autystycznych.

### Wzorce powtarzanych zachowań

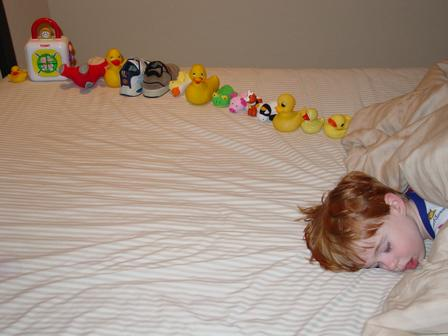
Chłopiec z autyzmem i zabawki ułożone przez niego wzdłuż linii prostej.

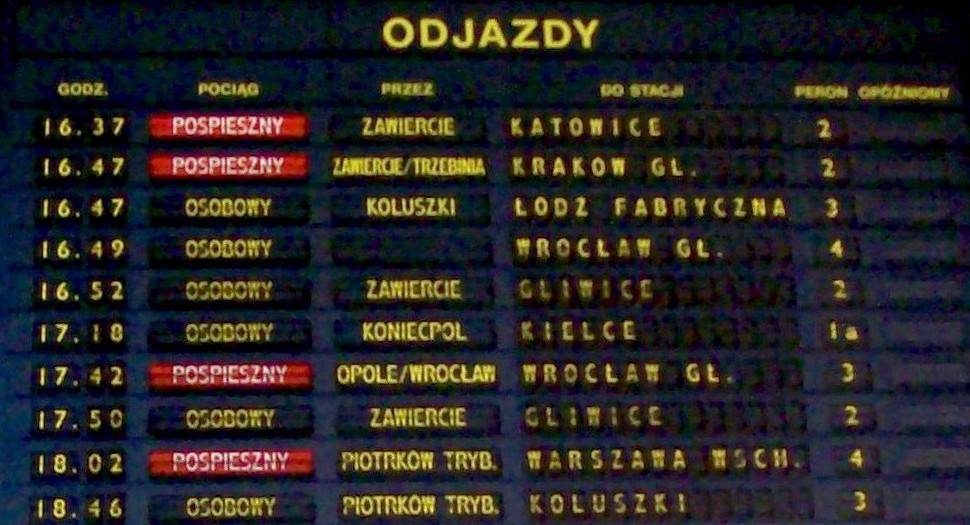
Przykładem zawężonych tematycznie i silnych zainteresowań, mogących występować u osób z zaburzeniami ze spektrum autyzmu, może być fascynacja rozkładami jazdy pociągów.

Jednymi z pierwszych objawów obserwowanych u dzieci autystycznych są nietypowe wzorce zachowań polegające na ich uboższym repertuarze i stereotypowości w porównaniu ze nieautystycznymi rówieśnikami (ang. restricted, repetitive behaviors – RRBs). Ich spontaniczna aktywność, zabawy rzadko polegają na eksploracji otoczenia i często przebiegają bez użycia słów lub w zupełnej ciszy. Zabawki mogą być układane raz za razem w podobny, zrytualizowany sposób. Dzieci te mogą spędzać całe godziny ustawiając zabawki, np. samochodziki lub pociągi, w szczególny sposób, np. w jednej linii, zamiast bawić się nimi w sposób typowy dla nieautystycznych rówieśników. Niekiedy obserwuje się u dzieci autystycznych bardzo silne przywiązanie do różnych przedmiotów, jak też fascynację poruszającymi się przedmiotami. U dzieci autystycznych rzadko obserwuje się w czasie zabawy elementy symboliki, naśladownictwa innych osób, odgrywania ról. Nie obserwuje się też przekazywania zabawki innej osobie ani wspólnej uwagi. Dzieci te mogą czerpać przyjemność z monotonnego, manierycznego, trwającego godzinami powtarzania tych samych ruchów. Niektóre spędzają wiele czasu machając rękami lub chodząc na palcach. Zdarza się, że nagle zamierają w bezruchu. Drobne naruszenie porządku narzucanego przez owe dzieci otoczeniu lub porządku zajęć, do którego przywykły, m.in. podczas zabawy, codziennych czynności, jedzenia, ubierania się, kąpieli, przemieszczania się do szkoły, może wytrącać je z równowagi, powodować niepokój, a nawet napady złości. Powtarzające się zachowania mogą też mieć charakter kompulsji. U niskofunkcjonujących, głęboko upośledzonych intelektualnie dzieci autystycznych zrytualizowane, powtarzane zachowania mogą polegać na robieniu sobie krzywdy poprzez uderzanie się, drapanie, szczypanie lub gryzienie. Wymienione trudności u osób autystycznych nie mają związku z upośledzeniem kontroli nad mięśniami. U wysokofunkcjonujących autystyków powtarzalne zachowania przyjmują czasem postać skrajnie intensywnych zainteresowań np. mogą pragnąć wiedzieć wszystko o odkurzaczach, rozkładzie jazdy autobusów czy latarniach morskich. Zdarzają się także zainteresowania liczbami, obrazkami, symbolami, zagadnieniami naukowymi.

### Niepełnosprawność intelektualna
Około 50% dzieci z rozpoznaniem autyzmu dziecięcego (w przypadku którego zaburzenia mowy należą do kryteriów diagnostycznych) w ogóle nie mówi, zaś ich iloraz inteligencji wynosi mniej niż 30. Kolejne 25–30% dzieci autystycznych cechuje się ilorazem inteligencji mieszczącym się w granicach 30–50. U około 15% iloraz inteligencji mieści się w granicach 50–70, zaś tylko u około 10% dzieci iloraz inteligencji przekracza 80.
Szerszą kategorią diagnostyczną, której kryteria nie obejmują zaburzeń mowy, są zaburzenia ze spektrum autyzmu (ang. autism spectrum disorder, ASD). Rozpoznanie to stosowane jest w DSM-5 i obejmuje nie tylko autyzm dziecięcy (czyli grupę pacjentów z najpoważniejszymi trudnościami intelektualnymi spośród dzieci z zaburzeniami ze spektrum autyzmu), lecz także zespół Aspergera, autyzm atypowy i inne. Zbiorcza analiza wykazała, że spośród dzieci z zaburzeniami ze spektrum autyzmu około 30% funkcjonuje na poziomie niepełnosprawności intelektualnej: około 15% głębokiej, zaś około 10% lekkiej lub umiarkowanej. W większości przypadku dzieci ze spektrum autyzmu radzą sobie lepiej z testami wzrokowo-przestrzennymi, niż z testami wymagającymi komunikacji werbalnej.

### Rozwinięte ponad wiek, niszowe umiejętności (umiejętności sawantyczne)
Około 10% pacjentów z zaburzeniami autystycznymi dysponuje szczególnie wysokimi umiejętnościami w wąskim zakresie (umiejętnościami sawantycznymi), a według niektórych badań może nimi dysponować niemal 30% dzieci autystycznych (u osób z rozpoznaniem autyzmu odsetek ten jest istotnie wyższy, niż u osób z niepełnosprawnością intelektualną lub deficytami centralnego układu nerwowego, ale bez diagnozy autyzmu ani ASD, u których wynosi jedynie 1/1400). Osoby cechujące się niepełnosprawnością intelektualną – często współwystępującą z autyzmem – z towarzyszącymi jej wysoko rozwiniętymi, niszowymi umiejętności tego rodzaju określa się mianem sawantów. Pośród ogółu sawantów około 50% to osoby z diagnozą autyzmu lub zaburzeń ze spektrum autyzmu. Ich sprawność w owych wąskich dziedzinach może znacznie przewyższać przeciętną sprawność osób nieautystycznych. Odnotowuje się przypadki osób autystycznych, które odznaczają się wybitną zdolnością zapamiętywania tekstów, ciągów liczb, dat wydarzeń, ponadprzeciętną umiejętnością liczenia, bardzo wczesnym opanowaniem umiejętności czytania (nierzadko bez rozumienia czytanego tekstu), rozpoznawania i zapamiętywania melodii lub dźwięków.

### Rozwój mowy
U dzieci z rozpoznaniem autyzmu dziecięcego rozwój mowy odbiega istotnie od norm rozwojowych. Do czasu ukończenia trzeciego roku życia większość nieautystycznych dzieci ma już za sobą podstawowe etapy rozwoju mowy. Jednym z pierwszych jest gaworzenie. Do pierwszych urodzin typowe dziecko mówi pojedyncze słowa, odwraca się, kiedy słyszy swoje imię, wskazuje interesujące je zabawki, a gdy zaproponować mu coś niesmacznego, to odpowiedź „nie” brzmi bardzo jednoznacznie. W przeciwieństwie do nieautystycznych dzieci około połowa dzieci autystycznych w ogóle nie posługuje się mową. Większość nie przekracza pierwszych etapów jej rozwoju do 2 roku życia. U części niemowląt autystycznych po pewnym czasie gaworzenia następuje regresja rozwoju mowy i gaworzenie ustaje. U innych dzieci rozwój mowy jest wyraźnie opóźniony i może postępować do piątego czy nawet dziewiątego roku życia. Niektóre potrafią nauczyć się systemów komunikacji obrazkowej lub języka gestów. U pozostałych dzieci autystycznych, które posługują się słowami, język jest często używany w sposób nie w pełni prawidłowy, często nie służy w ogóle do komunikowania się z innymi ludźmi. Dzieci te wydają się niezdolne do składania sensownych zdań. Część wypowiada pojedyncze słowa, inne powtarzają wielokrotnie jedno sformułowanie. Niekiedy nawykowo, w sposób nieadekwatny do sytuacji, powtarzają usłyszane słowa, co określane jest jako echolalia. Dość częste w autyzmie dziecięcym jest odnoszenie się przez autystyczne dzieci do siebie w trzeciej lub drugiej osobie, np. „Krzyś jest głodny!” lub „Jesteś głodny!” zamiast „Jestem głodny!”. Niektóre dzieci z zaburzeniami ze spektrum autyzmu, którym nie towarzyszy poważniejsze upośledzenie umysłowe, wykazują niewielkie opóźnienia rozwoju mowy. W niektórych przypadkach mogą dysponować bogatym słownictwem, ale ze względu na szereg innych dysfunkcji takich, jak brak wglądu w stan emocjonalny rozmówcy, jego motywację czy nastawienie, jest im trudno podtrzymać zwykłą rozmowę. Na trudności te składają się m.in. niezdolność rozumienia języka ciała, tonu głosu lub charakterystycznych zwrotów. Wskutek tego mogą wygłaszać długie monologi na interesujący je temat, nie współuczestnicząc w syntonicznej konwersacji. Równocześnie język ciała dzieci z zaburzeniami ze spektrum autyzmu może być równie trudny do zrozumienia jak ich wypowiedzi słowne. Wyraz twarzy, ruchy, gesty rzadko harmonizują z wypowiadanymi przez nie słowami. Podobnie ton ich głosu może nie być dostosowany do sytuacji i treści wypowiedzi. Częsty jest głos wysoki, śpiewny lub płaski. Niektóre dzieci o względnie dużych umiejętnościach językowych mówią jak mali dorośli, nie potrafiąc przyjąć sposobu mówienia typowego dla ich rówieśników. Ich trudności z wyartykułowaniem swoich potrzeb mogą nasilać niepokój i frustrację oraz prowadzić do burzliwych zachowań. W trakcie dorastania część osób z zaburzeniami ze spektrum autyzmu może stopniowo poszerzać swoje rozumienie trudności, z którymi się spotykają, oraz rozumienie tego, jak ich zachowania mogą być odbierane przez innych.

### Współchorobowość
Pośród zaburzeń często współwystępujących z autyzmem dziecięcym najczęściej wymienia się: niepełnosprawność intelektualną, padaczkę, bezsenność, zespół nadpobudliwości psychoruchowej z deficytem uwagi (ang. Attention Deficit Hyperactivity Disorder – ADHD), zaburzenia lękowe (obecne są u od 11% do 84% pacjentów z autyzmem), alergie pokarmowe (m.in. celiakię, uczulenie na mleko krowie), w okresie dziecięcym częste objawy ze strony układu pokarmowego oraz drobne infekcje.

## Diagnostyka

### Badania przesiewowe
Pierwsze objawy zaburzeń ze spektrum autyzmu można zaobserwować w około połowie przypadków przed ukończeniem przez dzieci 18. miesiąca życia, zaś w 4/5 przypadków przed ukończeniem przez dzieci drugiego roku życia. Jednocześnie rozpoczęcie leczenia z opóźnieniem może niekorzystnie wpłynąć na jego długoterminowe efekty. W konsekwencji – celem umożliwienia wcześniejszego rozpoznania zaburzeń ze spektrum autyzmu – należy brać pod uwagę następujące cechy zachowania dziecka:
- brak gaworzenia do czasu ukończenia 12. miesiąca życia,
- brak umiejętności posługiwania się gestami (np. wskazywania palcem obiektu zainteresowania, machania dłonią do innych osób do czasu kończenia 12. miesiąca życia),
- brak wypowiadania słów do czasu ukończenia 16. miesiąca życia,
- brak umiejętności wypowiadania się dwuwyrazowymi zdaniami do czasu ukończenia 24. miesiąca życia (nie biorąc pod uwagę echolalii),
- utratę wcześniej rozwiniętych umiejętności językowych lub społecznych w jakimkolwiek wieku.

Amerykańska Akademia Pediatryczna zaleca wykonywanie badań przesiewowych w kierunku spektrum autystycznego u 18- i 24-miesięcznych dzieci przy użyciu oficjalnych testów przesiewowych specyficznych dla autyzmu. W przeciwieństwie do tych zaleceń Narodowy Komitet Badań Przesiewowych Wielkiej Brytanii odradza wykonywanie badań przesiewowych w kierunku spektrum autystycznego u ogólnej populacji, ponieważ narzędzia używane w badaniach nie zostały w pełni zatwierdzone, a interwencje nie posiadają wystarczających dowodów skuteczności. Z kolei rozwój badań genetycznych spotyka się z problemami natury etycznej, prawnej oraz społecznej.
Można spotkać się z opinią, że diagnoza autyzmu posiada najlepsze opracowanie w psychiatrii dziecięcej. Jednakże mimo że dotyczy ona pierwszych trzech lat życia dziecka, rzadko jest stawiana w tym okresie. Stawia się ją najczęściej w 6. roku życia.

### Diagnostykaróżnicowa
W toku diagnostyki różnicowej autyzmu dziecięcego obok autyzmu atypowego i zespołu Aspergera należy wykluczyć następujące jednostki chorobowe: inne całościowe zaburzenia rozwoju takie, jak zespół Retta, dziecięce zaburzenia dezintegracyjne (zespół Hellera), bardzo wczesny początek schizofrenii, specyficzne zaburzenia rozwoju, mutyzm wybiórczy oraz szereg zaburzeń psychicznych uwarunkowanych genetycznie bądź uszkodzeniem ośrodkowego układu nerwowego (m.in. fakomatozy, zespół Downa):
- zespół Aspergera – część badaczy uznaje go za łagodną odmianę autyzmu; różni się on od autyzmu brakiem opóźnienia lub upośledzenia rozwoju mowy i rozwoju poznawczego[3][4],
- autyzm atypowy – różni się od autyzmu późniejszym początkiem; pierwsze objawy pojawiają się w autyzmie atypowym po ukończeniu przez dziecko trzeciego roku życia[3],
- dziecięce zaburzenia dezintegracyjne (zespół Hellera) – od autyzmu odróżnia je późniejszy początek, tj. około 3–4 roku życia, ale nie późniejszy niż 10. rok życia, oraz następująca w ciągu kilku miesięcy wyraźna utrata nabytych wcześniej umiejętności w przynajmniej dwóch z następujących obszarów funkcjonowania: mowa, umiejętności społeczne lub zachowania przystosowawcze, kontrola oddawania moczu lub kału, zabawa, umiejętności ruchowe[4],
- inne całościowe zaburzenia rozwoju (F84.8 według klasyfikacji ICD-10) – charakteryzują się podobnym obrazem objawowym i rozpoznawane są wówczas, gdy nie wszystkie z kryteriów diagnostycznych autyzmu są spełnione[3],
- zespół Retta – jest występującą niemal wyłącznie u dziewczynek uwarunkowaną genetycznie chorobą tkanki mózgowej, która ujawnia się po kilku miesiącach prawidłowego rozwoju psychomotorycznego, manifestując się: ciężkim upośledzeniem mowy, w tym jej rozumienia, oraz ciężkim upośledzeniem zdolności ruchowych ze stereotypowymi ruchami rąk („kręcenie rękami”, „mycie rąk”), trudnościami z przełykaniem stałych pokarmów, przy towarzyszącym zahamowaniu wzrostu obwodu czaszki pomiędzy 5. miesiącem życia a 4. rokiem życia, zmianami zanikowymi mózgu widocznymi w badaniach obrazowych i napadowością obserwowaną w badaniach EEG[3]; w odróżnieniu od autyzmu w zespole Retta nie obserwuje się rzadkiego nawiązywania przez dziecko kontaktu wzrokowego z opiekunami oraz braku zainteresowania ludźmi[40].

### Kryteria autyzmu dziecięcego (F84.0) według klasyfikacji ICD-10
A. Nieprawidłowy lub upośledzony rozwój wyraźnie widoczny przed 3. rokiem życia w co najmniej jednym z następujących obszarów:
(1) Rozumienie i ekspresja językowa używane w społecznym porozumiewaniu się.
(2) Rozwój wybiórczego przywiązania społecznego lub wzajemnych interakcji społecznych.
(3) Zabawa funkcjonalna lub symboliczna.
B. Łącznie musi wystąpić co najmniej sześć objawów spośród wymienionych w punktach (1), (2) i (3), przy czym co najmniej dwa z punktu (1) i po co najmniej jednym z punktów (2) i (3):
(1) Jakościowe nieprawidłowości wzajemnych interakcji społecznych, manifestujące się w co najmniej dwóch z następujących obszarów:
(a) niedostateczne wykorzystywanie kontaktu wzrokowego, wyrazu twarzy, postawy ciała i gestów do odpowiedniego regulowania interakcji społecznych,
(b) niedostateczny (adekwatnie do wieku umysłowego i pomimo licznych okazji) rozwój związków rówieśniczych, obejmujących wzajemne współdzielenie zainteresowań, aktywności i emocji,
(c) brak odwzajemniania społeczno-emocjonalnego, przejawiający się upośledzeniem lub odmiennością reagowania na emocje innych osób; lub brak modulowania zachowania odpowiednio do społecznego kontekstu; lub słaba integracja zachowań społecznych, emocjonalnych i komunikacyjnych,
(d) brak spontanicznej potrzeby dzielenia z innymi osobami radości, zainteresowań lub osiągnięć (np. brak pokazywania, przynoszenia lub wskazywania innym ludziom przedmiotów osobistego zainteresowania).
(2) Jakościowe nieprawidłowości w porozumiewaniu się, manifestujące się w co najmniej jednym z następujących obszarów:
(a) opóźnienie lub całkowity brak rozwoju języka mówionego, które nie wiążą się z próbą kompensowania za pomocą gestów lub mimiki jako alternatywnego sposobu porozumiewania się (często poprzedzane przez brak komunikatywnego gaworzenia),
(b) względny niedostatek inicjatyw i wytrwałości w podejmowaniu wymiany konwersacyjnej (na jakimkolwiek występującym poziomie umiejętności językowych), w której zachodzą zwrotne reakcje na komunikaty innej osoby,
(c) stereotypowe i powtarzające się, idiosynkratyczne wykorzystywanie słów i wyrażeń,
(d) brak spontanicznej różnorodności zabawy w udawanie („na niby”) lub zabawy naśladującej role społeczne.
(3) Ograniczone, powtarzające się i stereotypowe wzorce zachowania, zainteresowań i aktywności przejawiane w co najmniej jednym z następujących obszarów:
(a) pochłonięcie jednym lub liczniejszymi stereotypowymi zainteresowaniami o nieprawidłowej treści i zogniskowaniu, lub jednym lub więcej zainteresowaniami nieprawidłowymi z powodu swej intensywności i ograniczenia, a nie z powodu treści i zogniskowania,
(b) wyraziście kompulsywne przywiązanie do specyficznych, niefunkcjonalnych czynności rutynowych i zrytualizowanych,
(c) stereotypowe i powtarzające się manieryzmy ruchowe, obejmujące stukanie bądź kręcenie palcami; lub złożone ruchy całego ciała,
(d) koncentracja na cząstkowych lub niefunkcjonalnych właściwościach przedmiotów służących do zabawy (jak np. ich zapach, odczuwanie powierzchni, powodowanego hałasu lub wibracji).
C. Obrazu klinicznego nie można wyjaśnić innymi objawami całościowych zaburzeń rozwojowych, specyficznymi rozwojowymi zaburzeniami rozumienia języka z wtórnymi trudnościami społeczno-emocjonalnymi, reaktywnymi zaburzeniami przywiązania ani zaburzeniem selektywności przywiązania, upośledzeniem umysłowym z pewnymi cechami zaburzeń emocji i zachowania, schizofrenią o niezwykle wczesnym początku, ani zespołem Retta.

### Kryteria spektrum zaburzeń autystycznych (299.00) według klasyfikacji DSM-5
A. Stałe deficyty w zakresie komunikacji społecznej i społecznej interakcji występujące w różnych kontekstach sytuacyjnych, niewyjaśnione przez ogólne opóźnienia rozwojowe i przejawiające się na trzy następujące sposoby:
(1) Deficyty w zakresie społeczno-emocjonalnej wzajemności, których zakres sięga, przykładowo, od anormalnego podejścia społecznego i niepowodzeń w normalnych dwustronnych konwersacjach, poprzez zredukowane dzielenie się zainteresowaniami, emocjami i afektem oraz reakcjami, po całkowity brak inicjowania interakcji społecznej.
(2) Deficyty w zakresie zachowań o charakterze komunikacji niewerbalnej, używanych w celu interakcji społecznej; począwszy od słabo zintegrowanej komunikacji werbalnej i niewerbalnej, poprzez nieprawidłowości kontaktu wzrokowego i języka ciała lub deficytów w zakresie rozumienia i stosowania komunikacji niewerbalnej, po całkowity brak ekspresji twarzy lub gestów.
(3) Deficyty w zakresie umiejętności budowania, podtrzymywania i rozumienia relacji interpersonalnych w stosunku do bieżącego poziomu rozwojowego, których stopień może być różny, począwszy od trudności w doborze zachowania do zastosowania w odpowiednich kontekstach społecznych, poprzez trudności w dzieleniu zabawy wyobrażeniowej i nawiązywaniu przyjaźni, po widoczny brak zainteresowania ludźmi.
B. Ograniczone, powtarzalne wzorce zachowań, sposoby posługiwania się przedmiotami, zainteresowania i aktywności, manifestujące się aktualnie lub w przeszłości przez co najmniej dwa spośród wymienionych poniżej:
1. Stereotypowa lub powtarzalna mowa, ruchy lub posługiwanie się przedmiotami (jak proste stereotypie ruchowe, echolalia, powtarzalne używanie przedmiotów, układanie zabawek w rzędach, obracanie zabawek lub idiosynkratyczne frazy).
2. Nadmierna potrzeba trzymania się przyzwyczajeń, zrytualizowane wzorce zachowań werbalnych lub niewerbalnych lub nadmierny opór wobec zmian (przy próbach zmienienia rytuałów ruchowych, upieranie się przy przemieszczeniu się zawsze tymi samymi drogami, przy spożywaniu tych samych rodzajów jedzenia, powtarzanie tego samego pytania lub skrajny dystres w odpowiedzi na niewielkie zmiany).
3. Wysoce ograniczone, niezmienne zainteresowania, które są nieprawidłowe pod względem intensywności lub przedmiotu uwagi (np. silne przywiązanie do lub zajmowanie się nietypowymi przedmiotami, zainteresowania, które są nadmiernie zawężone lub powtarzające się).
4. Nadmierna lub niedostateczna reaktywność na bodźce zmysłowe lub nietypowe zainteresowania wobec bodźców zmysłowych pochodzących z otoczenia (np. widoczna obojętność na ból, gorąco lub zimno, negatywna reakcja na specyficzne dźwięki lub powierzchnie, intensywne wąchanie lub dotykanie przedmiotów, fascynowanie się błyskami światła lub wirującymi przedmiotami).
C. Symptomy muszą być obecne we wczesnym dzieciństwie (ale mogą się one nie ujawniać w pełni do czasu, gdy społeczne wymagania nie zaczną przekraczać zdolności do radzenia sobie z nimi, jak również w późniejszych okresach życia mogą one być zamaskowane przez sztywne, wyuczone strategie postępowania).
D. Symptomy razem wzięte ograniczają i upośledzają codzienne funkcjonowanie w sferze społecznej, zawodowej, jak i w innych ważnych sferach życia.
E. Owe zakłócenia funkcjonowania nie znajdują lepszego wyjaśnienia obecnością samej niepełnosprawności intelektualnej (często współwystępującej z zaburzeniami ze spektrum autyzmu) lub uogólnionego opóźnienia rozwoju.

### Kryteria zaburzeń autystycznych (299.00) według klasyfikacji DSM-IV
A. Łącznie musi wystąpić co najmniej sześć objawów spośród wymienionych w punktach (1), (2) i (3), przy czym co najmniej dwa z punktu (1) i po co najmniej jednym z punktów (2) i (3):
(1) Jakościowe zaburzenia interakcji społecznych, manifestujące się poprzez co najmniej dwa z następujących objawów:
(a) wyraźne zaburzenie w posługiwaniu się zachowaniami niewerbalnymi w celu regulowania interakcji społecznych, takimi jak kontakt wzrokowy, wyraz twarzy (ekspresja mimiczna), postawa ciała oraz gesty,
(b) nieumiejętność rozwijania relacji z rówieśnikami, adekwatnych do poziomu rozwoju,
(c) brak spontanicznego poszukiwania kontaktów w celu dzielenia się z innymi radością, zainteresowaniami lub osiągnięciami (np. poprzez brak pokazywania, przynoszenia lub wskazywania obiektów zainteresowania),
(d) brak społecznego lub emocjonalnego odwzajemniania.
(2) Jakościowe zaburzenia w komunikowaniu się, manifestujące się poprzez co najmniej jeden z następujących objawów:
(a) opóźnienie lub całkowity brak rozwoju mowy (którym nie towarzyszą próby kompensowania braków mowy poprzez alternatywne sposoby komunikacji, takie jak mimika lub gesty),
(b) u osób posługujących się mową, wyraźne zaburzenia zdolności inicjowania lub podtrzymywania rozmowy,
(c) używanie języka w sposób stereotypowy, idiosynkratyczny lub z powtórzeniami,
(d) brak zróżnicowanej, spontanicznej zabawy z udawaniem lub brak społecznej zabawy z naśladowaniem, właściwej dla danego poziomu rozwoju.
(3) Ograniczone, powtarzające się i stereotypowe wzorce zachowania, zainteresowań i aktywności, manifestujące się przez co najmniej jeden z następujących objawów:
(a) pochłaniające zaabsorbowanie jednym lub kilkoma stereotypowymi i ograniczonymi wzorcami zainteresowań, których intensywność lub przedmiot są nietypowe,
(b) dostrzegalnie sztywne przywiązanie do specyficznych, niefunkcjonalnych czynności rutynowych lub rytuałów,
(c) stereotypowe i powtarzające się manieryzmy ruchowe (np. trzepotanie palcami lub kręcenie palcami bądź rękoma lub złożone ruchy całego ciała),
(d) uporczywe zaabsorbowanie częściami obiektów.
B. Opóźnienie lub zaburzenia funkcjonowania w co najmniej jednym z następujących obszarów przed ukończeniem 3 roku życia: (1) interakcje społeczne, (2) wykorzystywanie języka w komunikacji społecznej i (3) zabawa symboliczna lub wyobrażeniowa.
C. Zaburzenia nie można lepiej wyjaśnić występowaniem zespołu Retta lub dziecięcego zaburzenia dezintegracyjnego.

## Rokowanie

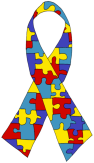
Wstążka solidarności z osobami cierpiącymi na autyzm (ang. the Autism Awareness Ribbon).

Autyzmu nie można wyeliminować. Jednak, przy zastosowaniu specjalistycznych programów terapeutycznych, u niewielkiej części pacjentów z autyzmem dziecięcym (rozpoznawanym zgodnie z klasyfikacją ICD-10) może dojść do takiej zmiany funkcjonowania, że przestają oni spełniać kryteria rozpoznania autyzmu, choć nadal narażeni są pozostałościowe problemy, jak tiki, depresję, fobie czy zaburzenia uwagi. Podobnie, w przypadkach pacjentów z diagnozą zaburzeń ze spektrum autyzmu (a więc szerszą kategorią diagnostyczną pochodzącą z klasyfikacji DSM-5), których wyjściowe funkcjonowanie spełnia określone kryteria, przy intensywnym oddziaływaniu od 3% do 25% może dojść do zmiany uzasadniającej rezygnację z owej diagnozy. U części pacjentów, zwłaszcza niezdiagnozowanych lub nieleczonych, może następować pogłębianie się trudności w funkcjonowaniu.

## Terapia

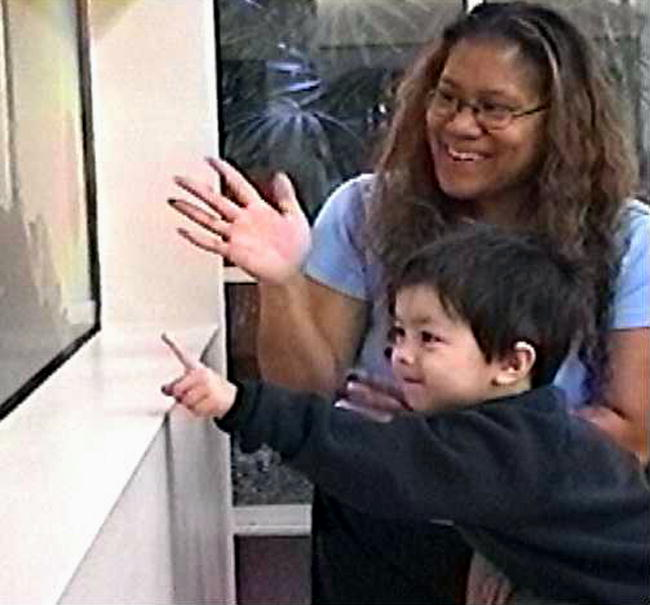
Trzyletnie dziecko z rozpoznaniem zaburzeń ze spektrum autyzmu, które brało udział w programie terapeutycznym ukierunkowanym na rozwój komunikacji, wskazuje terapeutce rybę w akwarium.

### Terapia behawioralna,rehabilitacjai specjalnaedukacja
Kluczową rolę w terapii osób w spektrum autyzmu odgrywają oddziaływania edukacyjne, behawioralne i rehabilitacyjne. Są one prowadzone w ośrodkach specjalizujących się w terapii dzieci autystycznych. Obejmują one m.in. terapię zaburzeń komunikacji i zachowania oraz trening umiejętności społecznych. Efektywność tych form terapii w łagodzeniu i eliminowaniu objawów autyzmu jest tym wyższa, im wcześniej dziecko zostanie skierowane do specjalistycznego ośrodka i objęte odpowiednim programem terapeutycznym. Rodzicom dzieci autystycznych zaleca się udział w specjalnych treningach, które obejmują naukę sposobów reagowania wobec dziecka sprzyjających rozwojowi komunikacji i umiejętności społecznych (ang. Parent Training Approach). W ten sposób, środowisko domowe staje się również miejscem, w którym rodzice oddziałują terapeutycznie na dziecko i aktywnie uczestniczą w terapii podnosząc jego skuteczność. Przykładami innych form terapii, z którymi można się spotkać, to zajęcia teatralne, plastyczne, logopedyczne, dogoterapia, hydroterapia czy też muzykoterapia.
W ostatnich latach, proponowane oddziaływania, oprócz na zasadach terapii behawioralnej, opierają się również na ustaleniach psychologii rozwojowej, kładą nacisk na dostarczanie interwencji w naturalnych warunkach i rozwój umiejętności związanych z interakcjami społecznymi. Podejścia te, zgrupowane są pod nazwą naturalistycznych interwencji rozwojowo-behawioralnych (ang. naturalistic developmental behavioral interventions, NDBI). W wypadku małych dzieci, wskazany jest udział rodziców w terapii; u starszych – pośredniczyć mogą rówieśnicy. Do starszych, wysoko-funkcjonujących dzieci i młodzieży, adresowane są treningi umiejętności społecznych i terapia poznawczo-behawioralna na problemy związane z lękiem. Jeśli współwystępują inne zaburzenia (np. ADHD, zaburzeń zachowania, zaparcia, depresja, epilepsji, zaburzenia obsesyjno-kompulsyjnye, dysmorfofobia czy zespół stresu pourazowego), to należy postępować zgodnie z typowymi wytycznymi leczenia dla nich. W wypadku zachowań trudnych, zalecane jest podejście behawioralne (wykorzystujące funkcjonalną analizę zachowania), choć przed przeprowadzeniem interwencji należy ocenić wpływ czynników środowiskowych oraz zaburzeń współwystępujących na zachowanie dziecka. Dorosłym, bez znacznych trudności w nauce, zaleca się branie udziału w (najlepiej) grupowych treningach umiejętności społecznych, zawodowych lub życiowych, a także terapię behawioralną przy zachowaniach trudnych.
Dowody na efektywność interwencji behawioralnych i naturalistyczno-behawioralnych, są mieszanej jakości, mimo to podejścia te są generalnie zalecane, ze względu na stosunkowo dużą ilość badań im poświęcanych. Zwraca się jednak uwagę na potrzebę dalszych badań (szczególnie podłużnych). Nie jest też jasne, czy opisane metody są bardziej efektywne niż inne interwencje o podobnej intensywności.
Dużym problemem w wypadku terapii autyzmu, jest fakt, że dostępnych (i promowanych) jest wiele interwencji o kiepskim podłożu teoretycznym i których skuteczność nie jest potwierdzona w wiarygodny sposób. Przykładowo, zarówno teoria opisująca popularną terapię integracji sensorycznej, jak i dowody na efektywność są słabe i niejednoznaczne. W wypadku niektórych interwencji – jak metody Opcji (Son-Rise) czy programu rozwoju relacji (RDI) – prawie nie prowadzi się badań. Wśród popularnych metod, znajdują się nawet zdyskredytowane przez współczesną naukę, jak kinezjologia edukacyjna Dennisona czy metoda Domana.
Brakuje również dowodów na skuteczność innych podejść sensorycznych, dotyczy m.in. treningów integracji słuchowej (np. Tomatisa lub Bérarda), metody kolorowych filtrów H. Irlen, używanych czasem w terapii IS, huśtawek lub koców i ubrań obciążeniowych czy ćwiczeń wykorzystujących symulację dotykową (np. metoda Felicji Affolter). Podobnie jest z interwencjami, które stymulują czucie głębokie (zawijanie w maty gimnastyczne, ściskarki, „maszyna do przytulania” Grandin). Istnieją słabej jakości dowody na efektywność terapii masażem, w wypadku problemów związanych z wrażliwością sensoryczną i innych symptomów ASD.
Nierzadko dzieciom z autyzmem proponuje się arteterapię, ale prawie nie ma badań sprawdzających jej efektywność. Brakuje również dowodów na to, by zajęcia teatralne były skuteczne – choć być może sprawdzą się jako forma treningu umiejętności społecznych u młodzieży z ASD. Możliwe, że muzykoterapia polepsza komunikację (i być może umiejętności społeczne), ale brakuje mocnych dowodów.
Brakuje dowodów na skuteczność interwencji psychoruchowych, jak metoda Millera (czy wspomnianych wcześniej metod Dennisona i Domana). Możliwe jednak, że aktywność fizyczna jest efektywna przy ASD. Istnieją dowody (choć najczęściej niewysokiej jakości), że jogging, sztuki walki, jazda konna, pływanie, joga/taniec czy ćwiczenia relaksacyjne mogą pozytywnie wpływać na niektóre osiowe objawy autyzmu (nie jest jasne jaki typ aktywności jest najlepszy). Pomimo wspomnianego braku mocnych dowodów, aktywność fizyczna jest zalecana, ze względu na ogólnie pozytywny wpływ na zdrowie.
Niepewna jest kwestia interwencji wykorzystujących zwierzęta. W praktyce, najczęściej wykorzystuje się konie (w różnych formach terapii), psy (jako opiekunów lub w dogoterapii), świnki morskie oraz delfiny. Istnieją dowody (o mieszanej jakości metodologicznej) na pozytywne skutki terapii – najwięcej z nich dotyczy terapeutycznej jazdy konnej (ale już nie hipoterapii lub psychoterapii z udziałem koni). Nie jest jednak jasne, czy pozytywne efekty (np. bardziej skupiona uwaga czy zwiększona towarzyskość) w wypadku terapeutycznej jazdy konnej, nie wynikają jedynie z atrakcyjności bodźca, jaki mogą stanowić zwierzęta dla dzieci. Zwraca się też uwagę na potencjalne wysokie koszty interwencji i zagrożenia, wynikające z kontaktu ze zwierzętami. Szczególnie delfinoterapia stwarza ryzyko agresji ze strony delfinów i możliwość przenoszenia chorób między zwierzęciem, a człowiekiem.
Wiele metod wykorzystuje relację (szczególnie rodzic-dziecko) w terapii, ale nie korzysta z podejścia behawioralnego (w odróżnieniu od opisanych powyżej NDBI). Grupa ta jest zróżnicowana: część z podejść jest ateoretyczna i w praktyce opiera się na spontanicznej interakcji z dzieckiem, inne korzystają z psychologii rozwojowej i mają ściśle określony program. Pomimo popularności wielu z nich, efektywność rzadko bywa badana. Praktycznie nie ma dowodów na skuteczność metody Opcji (Son-Rise) czy nauczania bez kar (ang. gentle teaching). Lepiej przedstawia się sytuacja oceny efektywności niektórych z rozwojowych interwencji społeczno-pragmatycznych (ang. developmental social pragmatic interventions), ale dowody ograniczają się najczęściej do pozytywnego wpływu na jakość interakcji między rodzicami i dziećmi.

### Rolafarmakoterapii
Wśród niektórych dzieci z ASD odnotowuje się różne problemy o charakterze patofizjologicznym, jak zaburzenia funkcji neuroprzekaźników (monoamin, jak dopamina, noradrenalina i serotonina; aminokwasowych, jak glutaminian i GABA; oraz cholinergicznych, jak acetylocholina), zaburzenia metaboliczne (kwasu foliowego, kobalaminy, tetrahydrobiopteryny, karnityny, redoks i metabolizmu mitochondriów), a także: zaburzenia immunologiczne, żołądokowo-jelitowe, snu czy epilepsję. Związek tych zaburzeń z autyzmem jest niejasny (nie wiadomo nawet, czy są przyczyną niektórych symptomów ASD czy skutkiem zaburzenia). Trwają badania nad terapiami celującymi w opisane problemy i choć niektóre dają obiecujące wyniki, to nadal potrzeba większej ilości dowodów naukowych, by móc rekomendować stosowanie którejś z nich.
Farmakoterapia (leki przeciwpsychotyczne, a dokładniej: rysperydon i arypiprazol) zalecana jest jedynie w przypadku utrzymujących się zachowań trudnych, choć proponowanych i badanych jest wiele innych leków. Czasem, w praktyce klinicznej, podawane są metylofenidat lub atomoksetyna, w celu redukcji symptomów ADHD – jednak jakość badań z udziałem pacjentów z ASD nie zawsze jest wysoka. Nieliczne badania nad wykorzystaniem leków przeciwpadaczkowych przy drażliwość i niepokoju, dają mieszane lub negatywne wyniki. Badania wskazują na brak przydatności leków z grupy SSRI (np. fluoksetyna, fluwoksamina i citalopram), przy terapii osiowych objawów autyzmu. Leki podawane są z nadzieją, że ograniczą powtarzalne zachowania i drażliwość, ale efekty są zróżnicowane.
Brakuje jednoznacznych dowodów na efektywność dożylnej terapii immunoglobulinowej (ang. intravenous immunoglobulin therapy) i metoda nie jest zalecana. Za kontrowersyjne uznawane jest również stosowanie chelatacji w przypadku autyzmu: nie ma badań o wysokiej jakości, które uzasadniałyby stosowanie terapii. Zdarza się, że stosowane są substancje, które nie mają nawet potwierdzonego działania chelatującego. Brakuje też dowodów, które uzasadniałyby stosowanie tlenoterapii hiperbarycznej.

### Zaleceniadietetyczne
Znacząca część osób z ASD (być może nawet 47%) może mieć problemy gastryczne i jelitowe, ale ich związek z autyzmem jest niejasny. Nie powinny być one traktowane jako osiowy objaw ASD: generalnie nie stwierdza się związku pomiędzy występowaniem problemów żołądkowo-jelitowych, a nasileniem autyzmu. W wypadku stwierdzonej nietolerancji glutenu (np. celiakii), stosowanie diety bezglutenowej jest zalecane. Obecnie nie ma jednak uzasadnienia dla stosowania diety w przypadku reszty populacji. Podobnie jest z dietą bezkazeinową. Nie ma dowodów na efektywność diety Feingolda, diety ketogenicznej (dieta wysokotłuszczowa i niskowęglowodanowa) i diety przeciwgrzybiczej (eliminacja pożywienia zawierającego drożdże lub składników pobudzających je do wzrostu) i jakiejkolwiek innej. Badane są również terapie wspomagające pracę układu trawiennego (np. podawanie probiotyków, enzymów trawiennych lub sekretyny), ale badania, albo nie potwierdzają ich pozytywnego wpływu na objawy ASD lub dają niejednoznaczne wyniki.
Nie wiadomo czy suplementacja diety daje większe korzyści niż te, która przyniosłaby osobom bez ASD. Nie jest jasne czy kwasy omega 3 wpływają na zmniejszenie niektórych symptomów autystycznych (mieszane wyniki badań przemawiające raczej na niekorzyść interwencji). Podobnie jest w wypadku metylokobalaminy (metylowana witamina B12) i L-karnityny (dwa badania o niewysokiej jakości) czy witaminą D3. Nie wygląda na to, by suplementacja witaminą B6 i magnezem wpływała na objawy ASD (mieszane wyniki). Dimetyloglicyna też zdaje się nie być efektywna (słabe dowody). Nie wiadomo, czy stosowanie preparatów multiwitaminowo-mineralnych daje jakieś dodatkowe korzyści osobom autystycznym. Nie wygląda na to, by N-acetylocysteina była przydatna (w badaniach nie potwierdza się jej efektywność, a dowody są dość słabej jakości).

## Klasyfikacja ICD10
| kod ICD10     | nazwa choroby                   |
| ------------- | ------------------------------- |
| ICD-10: F84   | Całościowe zaburzenia rozwojowe |
| ICD-10: F84.0 | Autyzm dziecięcy                |